# Henze Boekhout
Henze Boekhout, (Haarlem, 2 februari 1947 – november/december 2024) was een Nederlandse kunstenaar/fotograaf. Hij was verbonden als docent aan de Hogeschool voor de Kunsten Utrecht (sinds 2002). Hij ontwikkelde zich autodidaktisch tot foto-kunstenaar. Aanvankelijk legde hij zich toe op reisfotografie maar kwam, na een reportage over Marokko en over Japan, daar op terug. Hij bouwde eind jaren 70 zijn eigen 30x40 camera om tot basisideeën over de fotografie te
komen. Hij deed mee aan Photografia Buffa, met een aantal foto-reliëfs en ontwikkelde in diezelfde tijd een fotografie waar in 1993 zijn boek Seconds First uit voort zou komen. Zijn inspiratiebronnen in die tijd waren het vroege werk van Luigi Ghirri, de Nieuwe Engelse Beeldhouwkunst en het fotowerk van Constantin Brancusi.
Hij deed verschillende opdrachten, onder andere in 1994 voor het Frans Hals Museum en voor het Spaarnestad Foto Archief (serie over Haarlem n.a.v.
Haarlem 750 jaar). Ook had hij – naast diverse solo-tentoonstellingen – een aandeel in de fototentoonstelling in 2000 over voetbal. 2003 maakte hij een fotoarchitectuurboek over de nieuwe
Toneelschuur in Haarlem. In 2007 publiceerde hij een artistbook over New York met de titel "20 Towers" dat intussen in de verzamelingen van een aantal grote Bibliotheken in Europa en de VS te vinden is. 
Tevens maakte hij monumentale, toegepaste fotografie binnen architectuur, waarvan een indrukwekkend voorbeeld de glaswand 'Crimescope' (2,5x17 m) in het nieuwe Forensisch Instituut in Ypenburg (architecten: Claus en Kaan).
Boekhout overleed in 2024 op 77-jarige leeftijd. Zijn overlijden werd op 2 december bekendgemaakt.

## Exposities
Een selectie:
- 2023: Castellum Aquae, Bloemendaal, solo
- 2018: Beeckestijn Velsen-Noord, 'Anthologie'
- 2016: Vishal Haarlem, The Act of the Object
- 2016: De Hallen / Frans Hals Museum 'Reiskoorts bij Nederlandse kunstenaars sinds 1850’
- 2016: Zuiderzee museum Enkhuizen ; Wild en Water
- 2016: Vishal Haarlem, tentoonstelling nagedachtenis Frido Troost / ICM
- 2013: Amsterdam, galerie Witteveen
- 2012: Haarlem, Dolhuys
- 2012: Rotterdam, Fotomuseum, Het Nederlands Fotoboek
- 2012: Leipzig , Galerie Johan Deumens, In a Landscape
- 2011: Haarlem, Het Dolhuys Museum voor Psychiatrie, tentoonstelling Fatamorgana
- 2011: Westakker-Kemzeke België, Verbeke Foudation collages (20Towers ontwerp + camera)
- 2010: Shanghai China, wereldtentoonstelling, Nederlands paviljoen; billboard Green Star Tomato
- 2009: NYC, USA, Galerie Aperture, Landscape as Artifice,
- 2008: Otterlo, NL, Kröller Muller Museum, Landscape as Artifice,
- 2008: Utrecht, Centraal Museum, 'Stedelijke Fotografie Utrecht'
- 2008: München, Neue Pinakotheek, Landscape as Artifice
- 2007: Haarlem, De Vishal, 'Kleine zaal gaat GROOT deel II'
- 2006: Utrecht, Utrechts Museum ‘Stedelijke Fotografie Opdrachten “Uitzichten”
- 2005: Den Bosch, Constructed Moments,
- 2004: Velzen-Zuid, Museum Beeckestein, 'Beeckestein Revisited'
- 2001: Zaanstad + Haarlem, Les Intrérieurs du Monde,
- 2001: Haarlem, Vishal, ‘Objectivelessness’,
- 2000: Brugge en RotterdamHolland-België, ‘avondwedstrijden ‘
- 1999: Haarlem, Spaarnestad Fotoarchief ‘Henze Boekhout kiest’
- 1998: Antwerpen, Galerie DB-S met Dirk Braekman
- 1998: Amsterdam, Galerie Torch ‘De Afgelopen Jaren’
- 1997: Wenen , Fotogalerie Wien , ‘Drei Regeln’
- 1995: Haarlem, Frans Hals Museum, 750 jaar Haarlem
- 1994: Antwerpen galerie DB-S, let’s face reality
- 1988: Parijs, L’Institut Neerlandais foto-collectie Stedelijk Museum A’dam
- 1987: Amsterdam, Galerie Torch INS -OUTS solo
- 1987: Athene, Griekenland, '10 DUTCH COLOR PHOTOGRAPHERS'
- 1986: Graz, Oostenrijk, 'HOLLAND New Dutch Photography 9 fotografen'
- 1986: Keulen, Duitsland, 'Photokina 50 jaar kleuren fotografie'
- 1985: Amsterdam, Torch Galerie solo

## Publicaties
- Henze Boekhout, Seconds First. (1993) ISBN 9065790411
- Henze Boekhout, 20 Towers (2007) Johan Deumens Artists' Books,  Haarlem